# Howell County
Howell County är ett administrativt område i delstaten Missouri, USA, med 40 400 invånare. Den administrativa huvudorten (county seat) är West Plains.

## Geografi
Enligt United States Census Bureau har countyt en total area på 2 404 km². 2 403 km² av den arean är land och 2 km² är vatten. 

### Angränsande countyn
- Texas County - nord
- Shannon County - nordost
- Oregon County - öst
- Fulton County, Arkansas - syd
- Ozark County - sydväst
- Douglas County - nordväst